# Ectopioglossa laminata
Ectopioglossa laminata är en stekelart som beskrevs av Vecht 1963. Ectopioglossa laminata ingår i släktet Ectopioglossa och familjen Eumenidae. Inga underarter finns listade i Catalogue of Life.